# Мала Большуха
Мала Большуха (рос. Малая Большуха) — присілок в Кіровському районі Калузької області Російської Федерації.
Населення становить 5 осіб. Входить до складу муніципального утворення Присілок Верхня Песочня.

## Історія
Від 2004 року входить до складу муніципального утворення Присілок Верхня Песочня.

## Населення
| 2002 | 2010 |
| ---- | ---- |
| 14   | ↘5   |